# Schronisko Nedobrego
Schronisko Nedobrego, także Schronisko Krywańskie (słow. Nedobrého chata, Krivánska chata) – nieistniejące schronisko stojące dawniej w słowackich Tatrach Wysokich.
Schronisko powstało na przełomie lat 1935/1936 z inicjatywy Gustáva Nedobrego, słowackiego taternika i współzałożyciela Słowackiego Towarzystwa Wspinaczkowego JAMES. Chata stanęła na wschodnim brzegu Jamskiego Stawu w bezpośrednim sąsiedztwie Magistrali Tatrzańskiej (odcinek Szczyrbskie Jezioro – Trzy Źródła). Ze względu na bliskość Krywania, a także na fakt, że Jamski Staw od 1936 nosił nazwę Krivánske pleso, samo schronisko było też nazywane Krywańskim.
Chata wybudowane przez Nedobrego miała dwa piętra, w których mieściło się 10 izb. Nocleg w schronisku mogło znaleźć nawet 60 osób. Dodatkowo Nedobrý doprowadził do budynku drogę jezdną. W czasie wojny schronisko wykorzystywano jako pensjonat dla dzieci z zagrożonych niemieckich miast. Działania te przeprowadzano w ramach akcji Kinderlandverschickung (KLV), która zakładała przeniesienie na czas działań wojennych dzieci (niekiedy wraz z matkami) na tereny mniej zurbanizowane. Za przygotowanie takich wyjazdów odpowiedzialne było Hitlerjugend, którą to organizację obwinia się także o zaprószenie ognia na terenie schroniska. Budynek spłonął w lutym 1943 roku.

## Szlaki turystyczne
Z pobliskiego rozdroża przy Jamskim Stawie rozchodzą się obecnie następujące szlaki.
  – znakowany czerwono fragment Magistrali Tatrzańskiej od Trzech Źródeł obok Jamskiego Stawu do Szczyrbskiego Jeziora
- Czas przejścia od Trzech Źródeł do rozdroża przy Jamskim Stawie: 1:45 h, ↓ 1:30 h
- Czas przejścia od rozdroża przy Jamskim Stawie przez rozdroże w Dolinie Furkotnej do Szczyrbskiego Jeziora: 1:25 h, ↑ 1:35 h

  – niebieski szlak od rozdroża przy Jamskim Stawie przez Pawłowy Grzbiet i rozdroże pod Krywaniem na Krywań. Czas przejścia  3:45 h, ↓ 2:50 h